# Szczurzyn (Ciechanów)
Szczurzyn – wschodnia część miasta Ciechanowa w Polsce, w województwie mazowieckiem, w powiecie ciechanowskim. Rozpościera się w rejonie ulic Płońskiej i Mleczarskiej, w pobliżu ronda Popiełuszki.